# Donhead St Andrew
 (septembre 2023).
Donhead St Andrew est une paroisse civile et un village du Wiltshire, en Angleterre.